# Pikachu

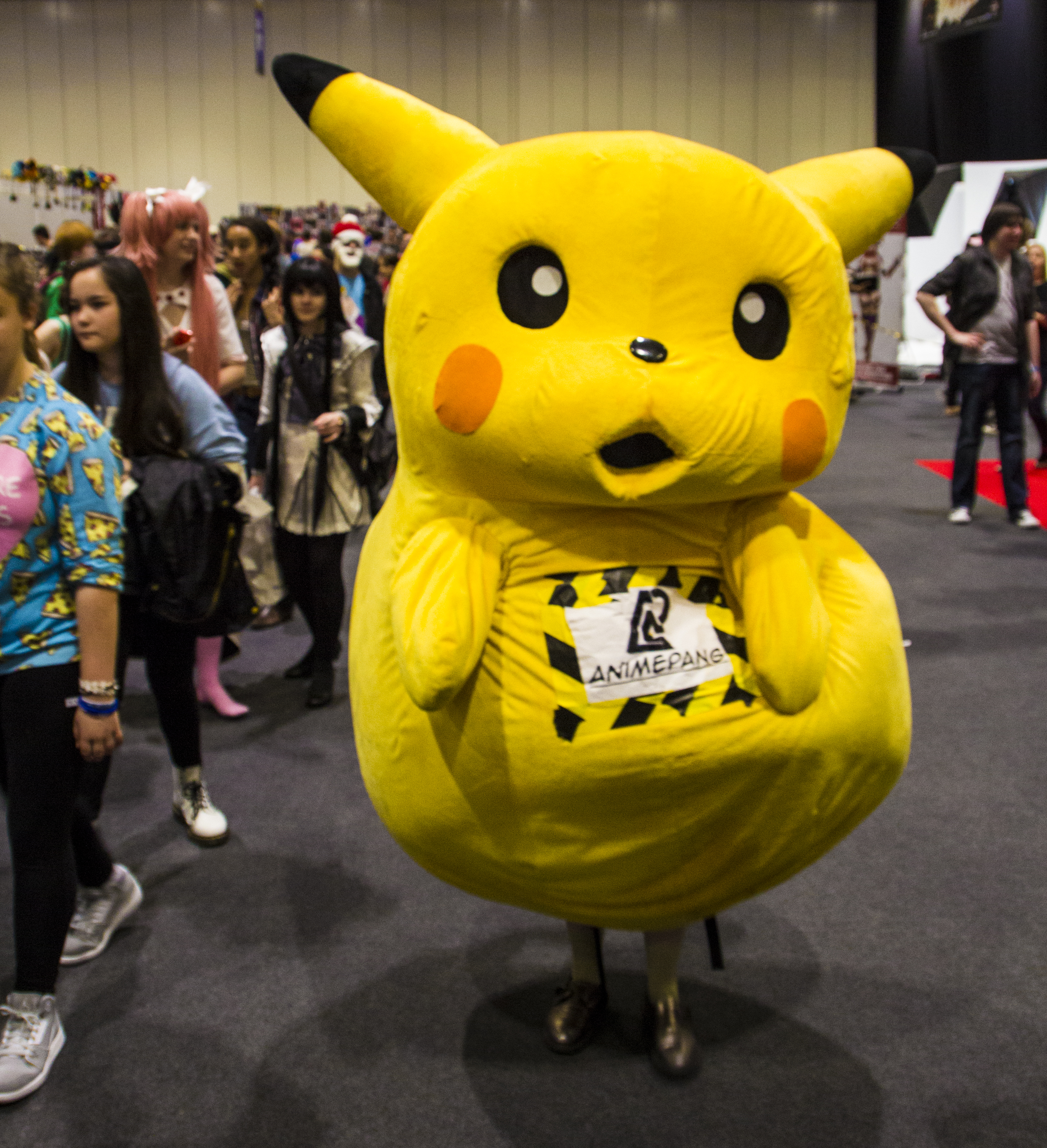
Ein Cosplayer als Pikachu

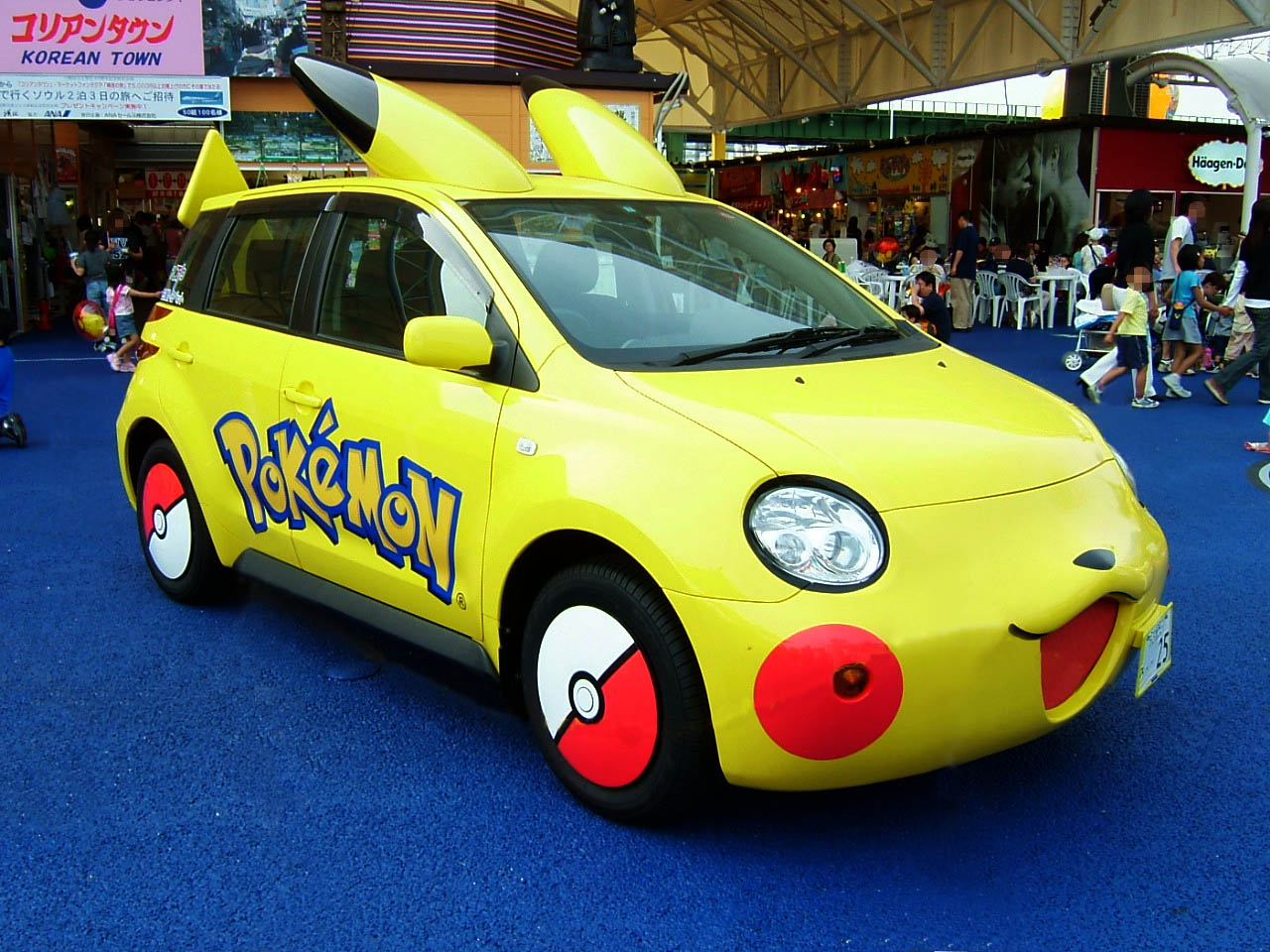
Ein im Design dem Pikachu nachempfundener Toyota

Pokémon auf einem Flugzeug der All Nippon Airways, darunter Pikachu (gelb)

Pikachu (jap. ピカチュウ, Pikachū) ist ein fiktives Wesen und das bekannteste Pokémon aus den gleichnamigen Videospielen sowie eine Kernfigur im zugehörigen Anime. Es gilt als Maskottchen des Pokémon-Franchises. Neben dem Pokéball, einem Gegenstand zum Fangen der Pokémon, ist das Pikachu oft auf Verpackungen für entsprechende Produkte zu sehen. Das Pikachu wird heute in allen Sprachversionen des Anime und der Videospiele von Ikue Ōtani gesprochen und ist das einzige Pokémon, welches in allen Sprachen den gleichen Namen hat.
Der Name „Pikachu“ setzt sich aus den beiden japanischen Schallwörtern Pika (ぴか), für das Geräusch eines elektrischen Funkens, und Chū, für das Piepsen einer Maus, zusammen. Japanische Forscher des Osaka Bioscience Institute benannten nach diesem als schnell bekannten Pokémon ein neu entdecktes Protein, Pikachurin, welchem eine Rolle beim Bewegungssehen zugeschrieben wird.

## Erscheinungsbild
Pikachu hat einen mausähnlichen Körper, gelbes Fell und einen rundlichen Kopf mit roten Pausbacken, schwarzen Knopfaugen und länglichen, in schwarzen Spitzen endenden Ohren (die seltenen „schillernden“ Pikachu haben ein etwas dunkleres, orange-gelbes Fell). Über seinen Rücken ziehen sich quer zwei braune Streifen und sein flacher Schweif verläuft in einer breiten Blitzform. Weibliche Pikachu haben einen herzförmig gezackten Schweif. Als Teil der Unterart der Elektro-Pokémon ist es fähig, elektrische Ladungen unterschiedlicher Stärke abzugeben. Im Anime und der Pokémon-Gelb-Edition gibt das Pikachu, wie die meisten anderen Pokémon auch, keine Tierlaute von sich, sondern spricht seinen eigenen Namen oder Silben davon aus.
Ursprünglich war Pikachu ein Eichhörnchen. Pikachu basiert auf einem Pfeifhasen, auch Pikas genannt. Im Lauf der Zeit wurde Pikachus Aussehen verändert und der Kopf entspricht aus Marketinggründen heute vollständig dem Kindchenschema.

## Videospiele
In den Pokémon-Rollenspielen ist Pikachu ein gewöhnliches Pokémon, das man in vorgegebenen Landschaften öfter antreffen, bekämpfen und einfangen kann. Es ist in allen Versionen des Rollenspiels vorzufinden. Ähnlich den meisten Pokémon ist auch Pikachu Teil einer evolutionären Reihe, im Rahmen derer sich ein Pokémon in ein anderes verwandelt. Die Vorstufe eines Pikachu ist das Pichu; ein Pikachu kann sich mit Hilfe eines Donnersteins in ein Raichu weiterentwickeln. In manchen Ablegern der Hauptspiele besitzt Pikachu besondere Formen wie das Cosplay-Pikachu in Pokémon Omega Rubin und Alpha Saphir.
1998 erschien in Japan für das Nintendo 64 das Spiel Pikachū Genki dechū (ピカチュウげんきでちゅう; Wortspiel auf „Pikachu genki desu“: Pikachu geht es gut), welches 2000 auch im amerikanischen Raum unter dem Titel Hey You, Pikachu! vertrieben wurde. Bei dem Titel handelt es sich um eine Form von Lebenssimulation mit Spracherkennung: Der Spieler spricht über das beiliegende Mikrofon Anweisungen aus, die das Pikachu zu unterschiedlichen Aktionen veranlassen, solange dieses ein bestimmtes Mindestmaß an Zufriedenheit hat. Andere Spielabschnitte beinhalten ein Versteckspiel. Im Laufe der Zeit erhält der Spieler Punkte, die seine Freundschaft zu Pikachu darstellen sollen. Das Spiel hat sich laut IGN schwach verkauft. Fran Mirabella III (IGN) hielt die Steuerung in der Egoperspektive für sehr schwerfällig, sie hebe zusammen mit Spracherkennungsfehlern den Schwierigkeitsgrad. Die Grafik entspreche einem sehr frühen Zeitpunkt in der Lebensdauer der Spieleplattform und die akustische Untermalung falle mit kurzen Musikschleifen unangenehm auf. Sehr positiv zu bewerten sei die Pikachu-Figur an sich, deren Animationen weich und ausdrucksstark ausfalle, was durch die umfangreichen Formen, seinen eigenen Namen zu sagen, noch aufgewertet werde. Prinzipiell handele es sich bei dem Spiel um ein eher kurzweiliges Vergnügen für junge Kinder.
Im Jahr 1999 veröffentlichte Nintendo eine modifizierte Version des ursprünglichen Pokémon-Game-Boy-Spiels als Special Pikachu Edition, die sich an die Pokémon-Zeichentrickserie anlehnt: Man wählt sich zu Beginn des Spiels keines aus den üblichen drei Pokémon aus, sondern erhält ein störrisches Pikachu, welches sich dem Protagonisten gegenüber anfangs abweisend verhält und dessen Zuneigung von den Handlungen des Spielers abhängt; ferner enthält das Spiel auch andere Anleihen aus der Fernsehserie, so etwa das in jeder Folge wiederkehrende, antagonistische Team Rocket. Der Titel verkaufte sich innerhalb von zwei Wochen über eine Million Mal, langfristig gingen 14,6 Millionen Exemplare über den Ladentisch. In Europa erschien das Spiel ein Jahr später.
Eines der ersten Spiele für den Nintendo DS war 2005 Pokémon Dash: Der Spieler steuert ein Pikachu aus der Draufsicht in einem Rennen gegen andere Pokémon, indem er mit dem Stylus ununterbrochen Linien über den Bildschirm des DS zieht und damit die Bewegung des Pikachu vorgibt. Das Spiel stammt aus dem Ambrella-Studio, welches bereits für Hey You, Pikachu! verantwortlich zeichnete, und erhielt von Kritikern weitestgehend schlechte Bewertungen.
Das Pokémon Pikachu ist ein tragbares Gerät, bei dem man sich – ähnlich wie bei Tamagotchi – um ein virtuelles Pikachu kümmern muss. Das Gerät beinhaltet ein Pedometer mit integrierter Uhr und einem farblosen Flüssigkristallbildschirm, auf dem das Pokémon zu sehen ist. Durch körperliche Bewegung mit dem Pedometer am Gürtel erhält man virtuell Watt-Einheiten, die man Pikachu schenken kann, um sich mit ihm anzufreunden. Das Gerät verkaufte sich in Japan innerhalb der ersten 30 Tage über 2,5 Millionen Mal.
Der Nachfolger, das Pokémon Pikachu Color verfügt über ein Farbdisplay und eine Infrarot-Schnittstelle, über die man Watt auf andere Pokémon Pikachu Colors übertragen kann. Es ist auch möglich, über die Infrarot-Schnittstelle des Game Boy Color Watt auf die Pokémon-Rollenspiele Gold, Silber und Kristall zu übertragen und dort in virtuelle Gegenstände umzutauschen. Mit einem integrierten Minispiel lassen sich zusätzliche Watt-Einheiten erspielen.
Pikachu ist eine spielbare Figur in allen Teilen der Super-Smash-Bros-Serie und stellt sich dort anderen Nintendo-Spielfiguren mit einem Arsenal an unterschiedlichen, elektrisch basierten Angriffen. Gesprochen wird es, wie auch im Anime, von Ikue Ōtani.
Weiterhin sind für die Wii-Konsole von Nintendo die Spiele PokéPark Wii: Pikachus großes Abenteuer und dessen Nachfolger PokéPark Wii: Die Dimension der Wünsche erschienen. In beiden Teilen ist das Pikachu eine spielbare Hauptfigur. Die Spiele simulieren das Leben des Pikachu in einer fiktiven Landschaft, dem titelgebenden PokéPark. Ziel ist es, gewisse Minispiele zu meistern sowie sich mit anderen Pokémon anzufreunden.
In dem Videospiel Pokémon: Let’s Go, Pikachu! ist Pikachu die Hauptfigur des Spiels.

## Anime
In der Anime-Serie und in den Kinofilmen ist anders als in den Mangas ein Pikachu anstatt eines Piepis der ständige Begleiter des Protagonisten Ash Ketchum und dessen bester Freund. Die Serie beginnt damit, dass Pikachu dem Protagonisten als sein allererstes Pokémon zugeteilt wird, diesen jedoch als seinen Pokémon-Trainer abweist, seine Befehle ignoriert und ihn zuweilen angreift. Im Laufe der ersten Folge gewinnt der Hauptdarsteller das Vertrauen seines Pokémon, sodass dieses fortan an seiner Seite verweilt und als sein bevorzugter Kämpfer im Laufe der Serie immer stärker wird. Jedoch vermeidet es jedes Mal die Weiterentwicklung zu Raichu. Da es von seinem Trainer sehr bevorzugt wird, wird es nie mit einem anderen Pokémon eingewechselt. Es erhält, wie in der Serie üblich, keinen Namen und wird stattdessen mit seiner Artenbezeichnung „Pikachu“ gerufen. In fast jeder Folge versucht das Team Rocket, eine Gruppe von Pokémon-Dieben, Pikachu zu stehlen. Sie scheitert jedoch jedes Mal.
Das Pikachu der Hauptfigur wird als besonders eigenwilliges Exemplar dargestellt, welches sich gegen seine Aufbewahrung in einem Pokéball, die in der fiktiven Welt der Pokémon gemeinhin üblich ist, wehrt, außerhalb von Kämpfen weitestgehend eigenständig agiert und das Geschehen um sich herum gelegentlich mit niedlicher („kawaii“) Gestik kommentiert oder die Handlung auflockert.
In der Planungsphase des Zeichentricks suchten die Produzenten ein Pokémon, das im Mittelpunkt der Serie stehen sollte. Pikachu gehörte bereits damals zu den beliebtesten Figuren und galt als potentiell Jungen und Mädchen gleichermaßen zugänglich, weshalb es für diesen Part ausgewählt wurde. Laut Satoshi Tajiri, dem Schöpfer der Pokémon-Spiele, wird Pikachu in Japan und den Vereinigten Staaten unterschiedlich wahrgenommen: Kinder in den USA würden Artikel bevorzugen, die Pikachu zusammen mit seinem Trainer darstellen, während in Japan ein Fokus auf Pikachu allein liege.

## Rezeption

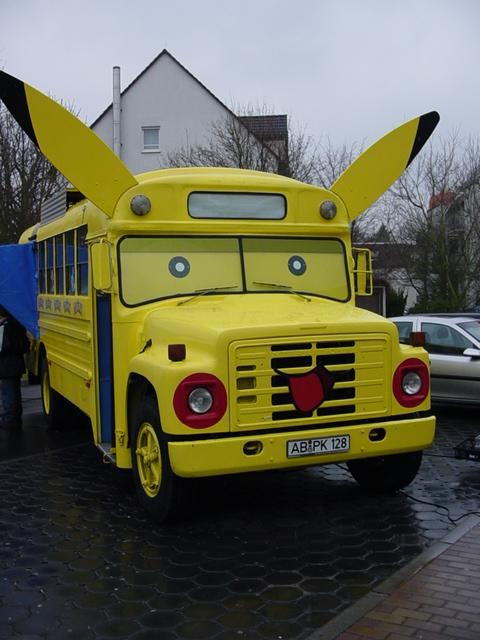
Pikachu-Bus für eine Pokémon-Veranstaltung

In den Jahren 2003 und 2004 veröffentlichte die Website des Forbes Magazine jeweils eine Übersicht mit den zehn rentabelsten fiktiven Figuren. In beiden wurde Pikachu stellvertretend für die Pokémon-Franchise geführt. In der asiatischen Time-Ausgabe des Dezembers 1999 wurde Pikachu an zweiter Stelle hinter Ricky Martin in der Kategorie „The Best People of 1999“ (englisch, übersetzt: „Die besten Leute des Jahres 1999“) genannt. Die Figur Ling-Ling der amerikanischen Serie Drawn Together ist Pikachu nachempfunden.
Die autonome Pazifikinsel Niue prägte 2001 Ein-Neuseeland-Dollar-Gedenkmünzen von Pikachu in einer Stückzahl von 100.000 Exemplaren.
Pikachu war 2014 das offizielle WM-Maskottchen der japanischen Fußballnationalmannschaft.
Der deutsche Dartspieler Ricardo Pietreczko erhielt Pikachu als Spitznamen und verwendet ein daran angelehntes Trikot und die Pokémon Theme von Jason Paige als Einlaufmusik.
Im Rahmen der regierungskritischen Proteste in der Türkei 2025 ist Pikachu ein Symbol des Widerstands geworden, nachdem ein Video viral ging, in dem ein als Pikachu verkleideter Demonstrant vor der Polizei flieht.